# Harold Adams
Pour les articles homonymes, voir Adams.
Ne doit pas être confondu avec Harold Innis.
Harold Adams, né en 1923 à Clark dans le Dakota du Sud et mort le 4 avril 2014 à Eden Prairie dans le Minnesota aux États-Unis, est un écrivain américain de roman policier. Il est particulièrement connu pour sa série policière consacré à Carl Wilcox.

## Biographie
Harold Adams est comme écrivain principalement connu pour sa série de romans policiers consacré à Carl Wilcox, un ancien détenu devenu peintre itinérant et qui, de retour dans son Dakota du Sud natal, est régulièrement confronté à des affaires litigieuses ou il apporte son aide au shérif local. Ce personnage est présent dans seize romans. Adams remporte le prix Shamus pour The Man Who Was Taller Than God, la neuvième aventure de la série. En France, quatre ouvrages sont traduits dans la collection Polar U.S.A. à la fin des années 1980.

## Œuvre

### Série Carl Wilcox
- Murder (1981) Publié en français sous le titre Meurtre, traduction d’Évelyne Jouve, Paris, Gérard de Viliers, Polar U.S.A. no 17, 1989.
- Paint the Town Red (1982)
- The Missing Moon (1983) Publié en français sous le titre Le Bootlegger, traduction de Claude Yelnick, Paris, Gérard de Viliers, Polar U.S.A. no 5, 1988.
- The Naked Liar (1985) Publié en français sous le titre Le Menteur nu, traduction de René Baldy, Paris, Gérard de Viliers, Polar U.S.A. no 2, 1988.
- The Fourth Widow (1986) Publié en français sous le titre La Quatrième veuve, traduction d’Isabelle Stoïanov, Paris, Gérard de Viliers, Polar U.S.A. no 21, 1989.
- The Barbed Wire Noose (1987)
- The Man Who Met the Train (1988)
- The Man Who Missed the Party (1989)
- The Man Who Was Taller Than God (1992)
- A Perfectly Proper Murder (1993)
- A Way with Widows (1994)
- The Ditched Blonde (1995)
- Hatchet Job (1996)
- The Ice Pick Artist (1997)
- No Badge, No Gun (1998)
- Lead, So I Can Follow (1999)

### Autres romans
- The Thief Who Stole Heaven (1982)
- When Rich Men Die (1987)
- The Fourth of July Wake (2003)

## Prix et distinctions notables
- 1993 : prix Shamus pour The Man Who Was Taller Than God.